# Dětřichov (Uničov)
Dětřichov (německy Dittersdorf) je vesnice, část města Uničov v okrese Olomouc. Nachází se asi 4 km na jih od Uničova. V roce 2009 zde bylo evidováno 53 adres. V roce 2001 zde trvale žilo 119 obyvatel.
Dětřichov je také název katastrálního území o rozloze 2,96 km2.
V ranních hodinách 16. března 2020, v době, kdy se Česká republika potýkala s pandemií nemoci covid-19, rozhodli hygienici s ohledem na prudký nárůst pacientů s tímto onemocněním na uzavření měst Uničova a Litovle spolu s jejich okolím. Policie oblast střežila a neumožnila nikomu do oblasti vstoupit, ani ji opustit. Jednou z takto zasažených vesnic byl i Dětřichov. Uzavření oblasti skončilo 30. března.

## Významní rodáci
- Josef Malý (1802–1862), římskokatolický kněz a vysokoškolský pedagog

## Galerie

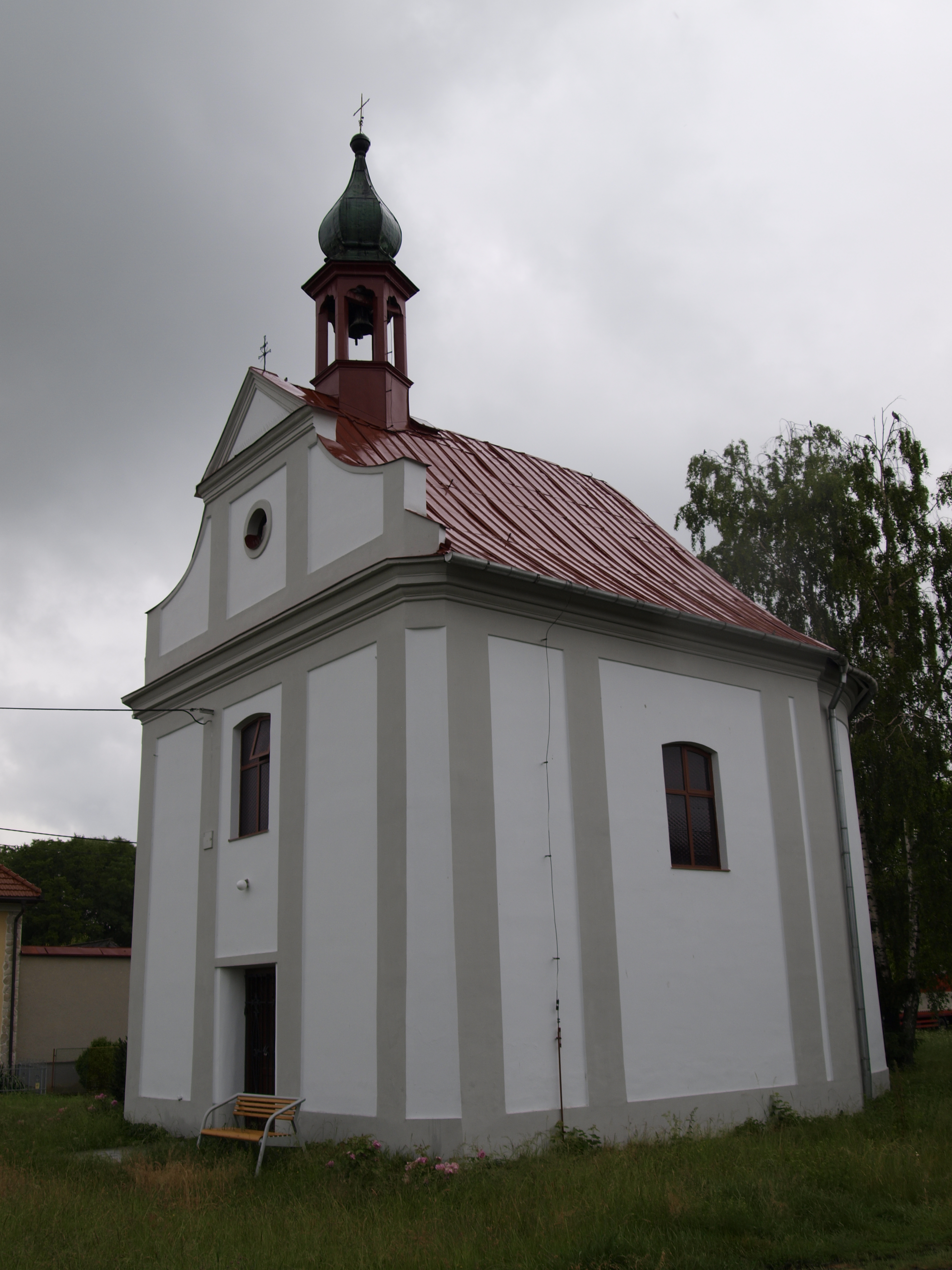
Kaple na návsi
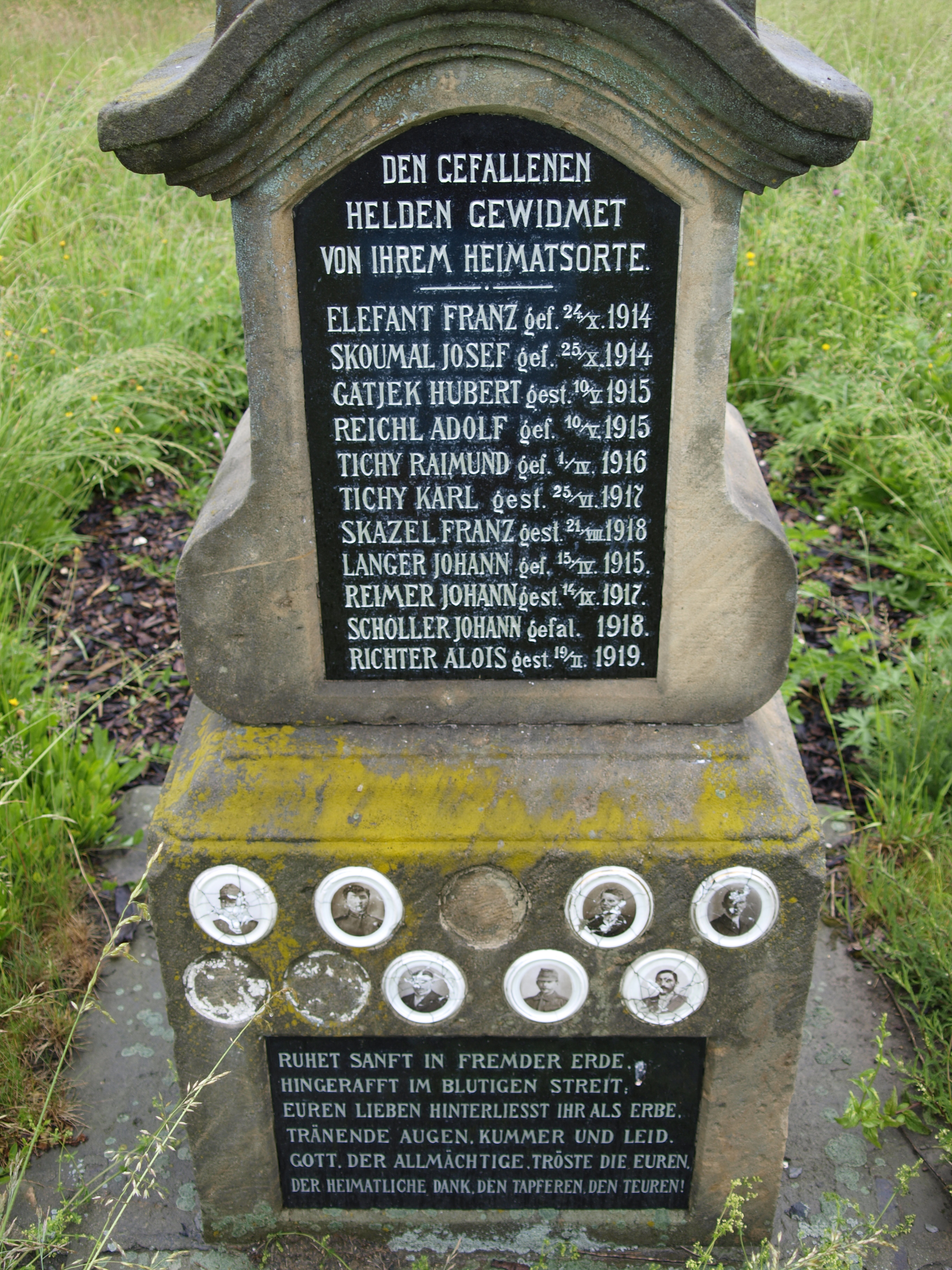
Pomník padlým občanům